# SISTER (Angeloの曲)
「SISTER」（シスター）は、2008年10月22日に発売されたAngeloの4枚目のシングル。

## 概要
初回限定盤には「SISTER」のミュージッククリップが収録されている。

## 収録曲

### CD
1. SISTER
2. ULTIMATE WORLD